# Pennywise
Pennywise  — панк-рок гурт з міста Hermosa Beach, Каліфорнія, заснований в 1988 році. Назва походить від імені монстра з новели Стівена Кінга Воно.
У проміжку між їх однойменним дебютним альбомом 1991 року та альбомом The Fuse 2005 року, Pennywise видавали один альбом кожні два роки на лейблі Epitaph Records, власником якого є гітарист гурту Bad Religion, Бретт Гуревич. На даний момент гурт видав дванадцять повноформатних студійних альбомів (останній на початку 2018, Never Gonna Die), один концертний альбом, два міні-альбоми та один DVD. 
Хоча перші два студійні альбоми мали схвальні відгуки, Pennywise не отримують всесвітнього комерційного успіху, аж до виходу їх третього студійного альбому, About Time, який досягнув 96 позиції у Billboard 200, та 55 у австралійському ARIA Charts. Мейнстрімовий успіх гурту був зумовлений зростанням інтересу до панк-рок музики протягом 90-х років, поряд з іншими гуртами з Каліфорнії такими як NOFX, Rancid, Blink-182, Bad Religion, Green Day, The Offspring, Lagwagon та Sublime. Станом на 2007 рік, гурт незалежно продав більш як 3 мільйони записів по всьому світу, що робить його одним з найуспішніших незалежних панк колективів.

## Дискографія
Студійні альбоми
- Pennywise (1991)
- Unknown Road (1993)
- About Time (1995)
- Full Circle (1997)
- Straight Ahead (1999)
- Land of the Free? (2001)
- From the Ashes (2003)
- The Fuse (2005)
- Reason to Believe (2008)
- All or Nothing (2012)
- Yesterdays (2014)
- Never Gonna Die (2018)

## Склад гурту
Поточні учасники
- Джим Ліндберг – вокал (1988–91, 1992–2009, 2012–дотепер)
- Флетчер Дреггі – гітара, бек-вокал (1988–дотепер)
- Ренді Бредбері – бас-гітара, бек-вокал (1996–дотепер)
- Байрон МакМакін – ударні, бек-вокал (1988–дотепер)

Колишні учасники
- Джейсон Тьорск – бас-гітара, бек-вокал (1988–96)†
- Золтан «Золі» Теглаш– вокал (2009–12)

Концертні учасники
- Дейв Квакенбуш – вокал (1992)

Схема